# Glennie Group
Glennie Group är en ö i Australien. Den ligger i delstaten Victoria, omkring 180 kilometer sydost om delstatshuvudstaden Melbourne.
Genomsnittlig årsnederbörd är 685 millimeter. Den regnigaste månaden är juni, med i genomsnitt 85 mm nederbörd, och den torraste är januari, med 25 mm nederbörd.